# الدويرات
قرية الدويرات هي إحدى القرى التابعة لمركز المنشأة بمحافظة سوهاج في جمهورية مصر العربية. حسب إحصاءات سنة 2006، بلغ إجمالي السكان في الدويرات 10699 نسمة، منهم 5386 رجل و5313 امرأة.